# Campomorone
Campomorone (ligurisch Campumarún, auch Campomon) ist eine italienische Gemeinde (comune) in der Metropolitanstadt Genua mit 6463 Einwohnern (Stand 31. Dezember 2023).

## Geographie
Die Gemeinde liegt im Val Verde, einem kleineren Nebental des Val Polcevera, und ist ein Teil der Comunità Montana Alta Val Polcevera. Die Nachbargemeinden sind Bosio, Ceranesi, Fraconalto, Genua, Mignanego und Voltaggio.

## Klima
Die Gemeinde Campomorone wird unter Klimakategorie D klassifiziert, da die Gradtagzahl einen Wert von 1867 besitzt. Das heißt, die in Italien gesetzlich geregelte Heizperiode liegt zwischen dem 1. November und dem 15. April für jeweils zwölf Stunden pro Tag.

## Verwaltungsgliederung
Zur Gemeinde Campomorone gehören die sieben Fraktionen Cravasco, Gallaneto, Gazzolo, Isoverde, Langasco, Pietralavezzara und Santo Stefano di Larvego.

## Industrie und Kraftwerke
Oberhalb von Isoverde entstanden bereits in den 1890er-Jahren Wasserkraftwerke zur Stromversorgung der Industrie im Val Polcevera und Genua. Die vom Acquedotto De Ferrari Galliera betriebenen Maschinenhäuser Galvani, Volta und Pacinotti nutzten das Wasser aus den Laghi del Gorzente. Die Energie wurde mit hochgespanntem Gleichstrom nach dem von René Thury entwickelten System zu den Verbrauchern übertragen.
Die drei Kraftwerke wurden 1904 durch das heute noch bestehende Kraftwerk in Isoverde ersetzt. Das Maschinenhaus Galvani ist als Wohnhaus erhalten geblieben, ebenso der Sockel der Transmission, welche für den Antrieb der Jutespinnerei auf der anderen Talseite genutzt, aber schon früh durch eine elektrische Kraftübertragung ersetzt wurde.

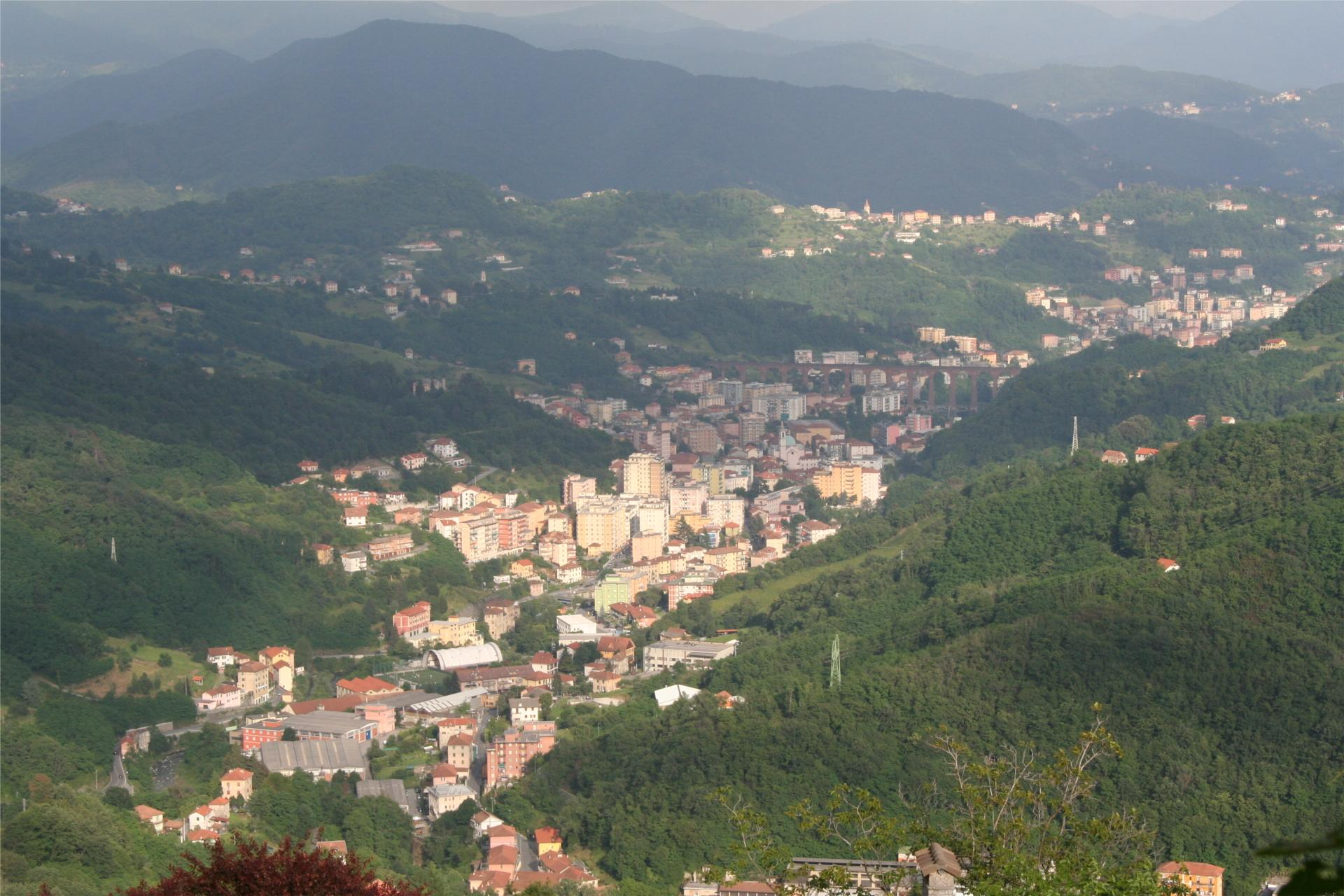
Campomorone
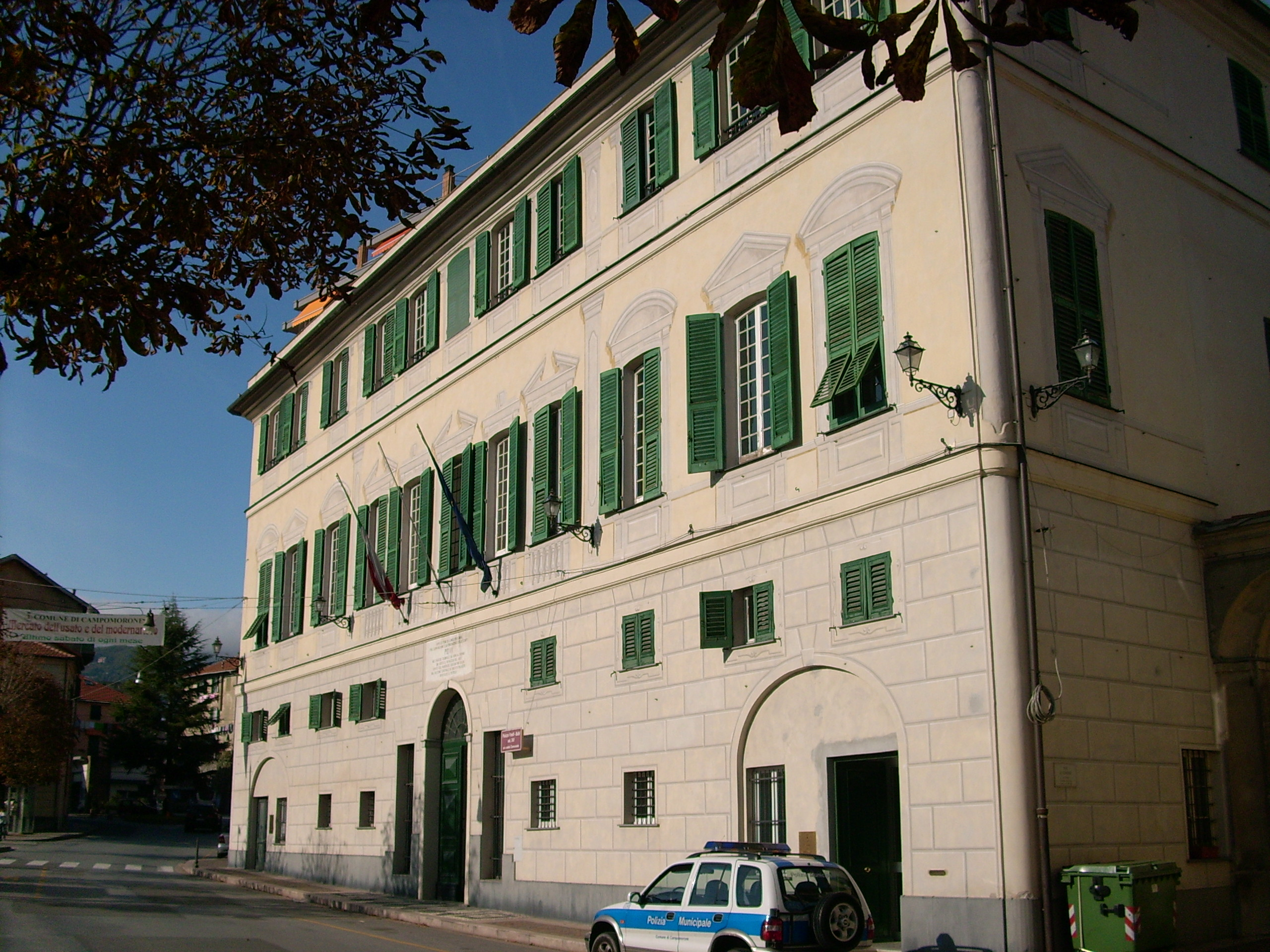
Palazzo Balbi (16. Jh.) Sitz des Stadtmuseums und Rathaus
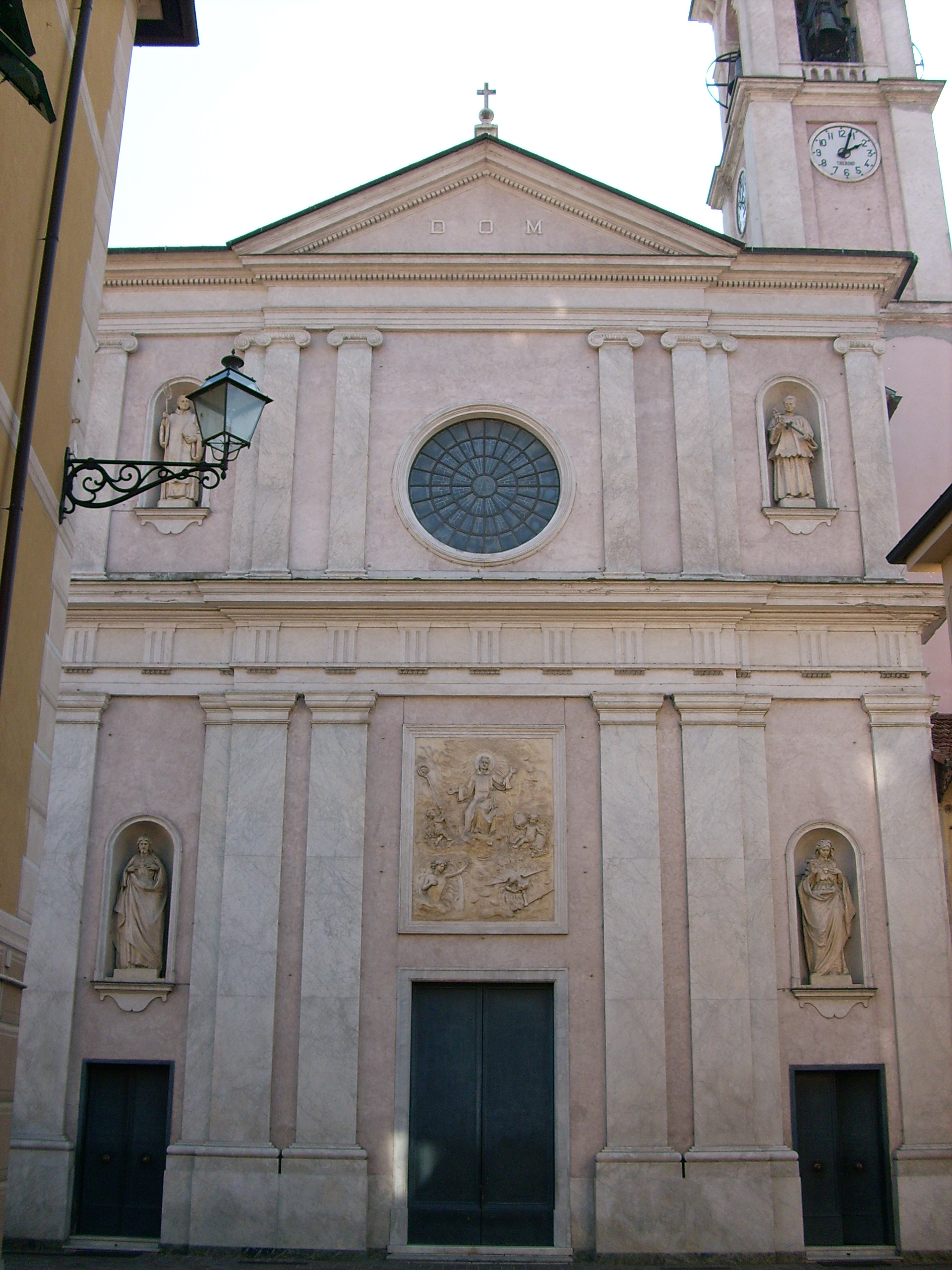
Pfarrkirche San Bernardo (19. Jh.)
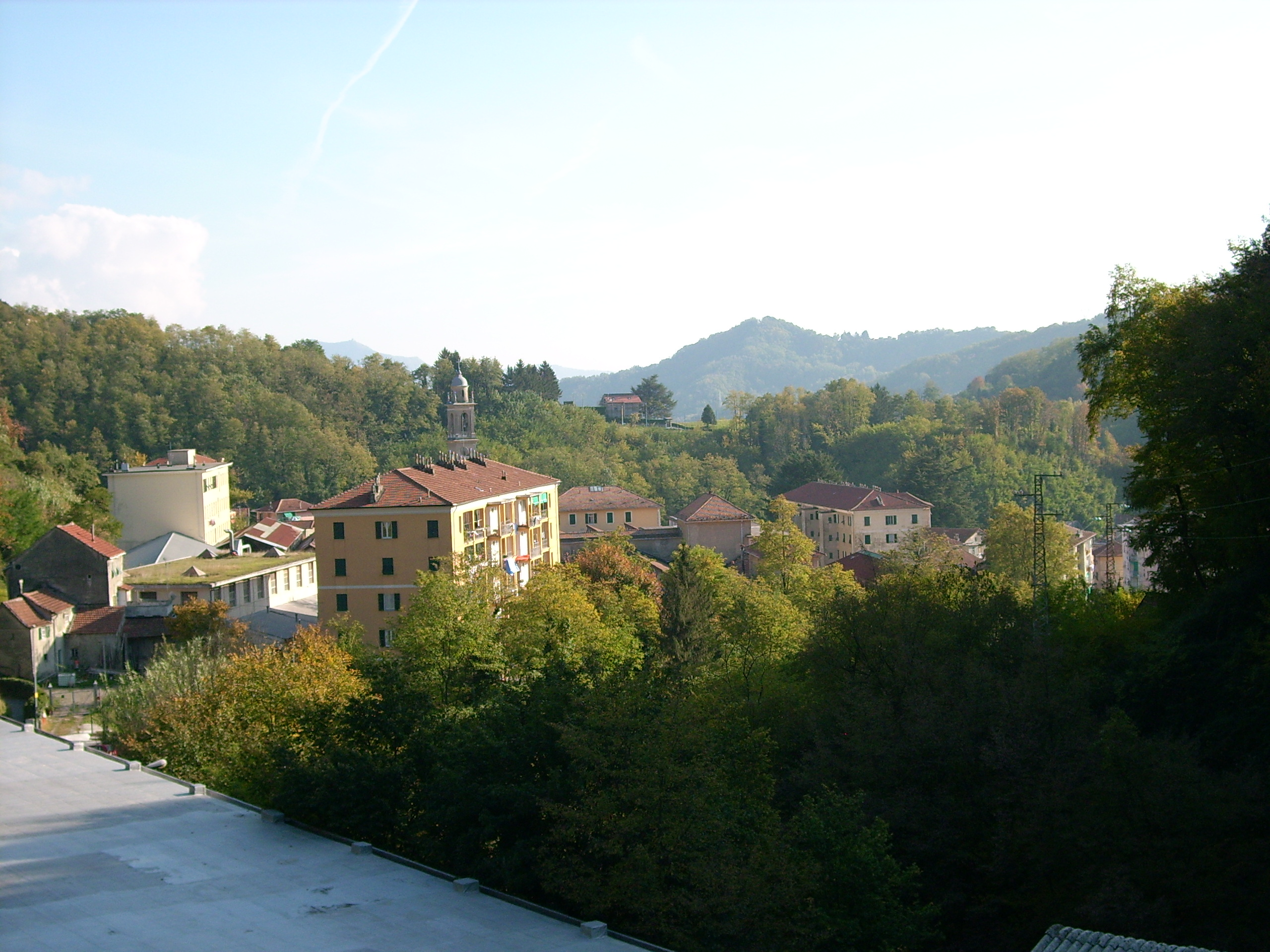
Fraktion Isoverde
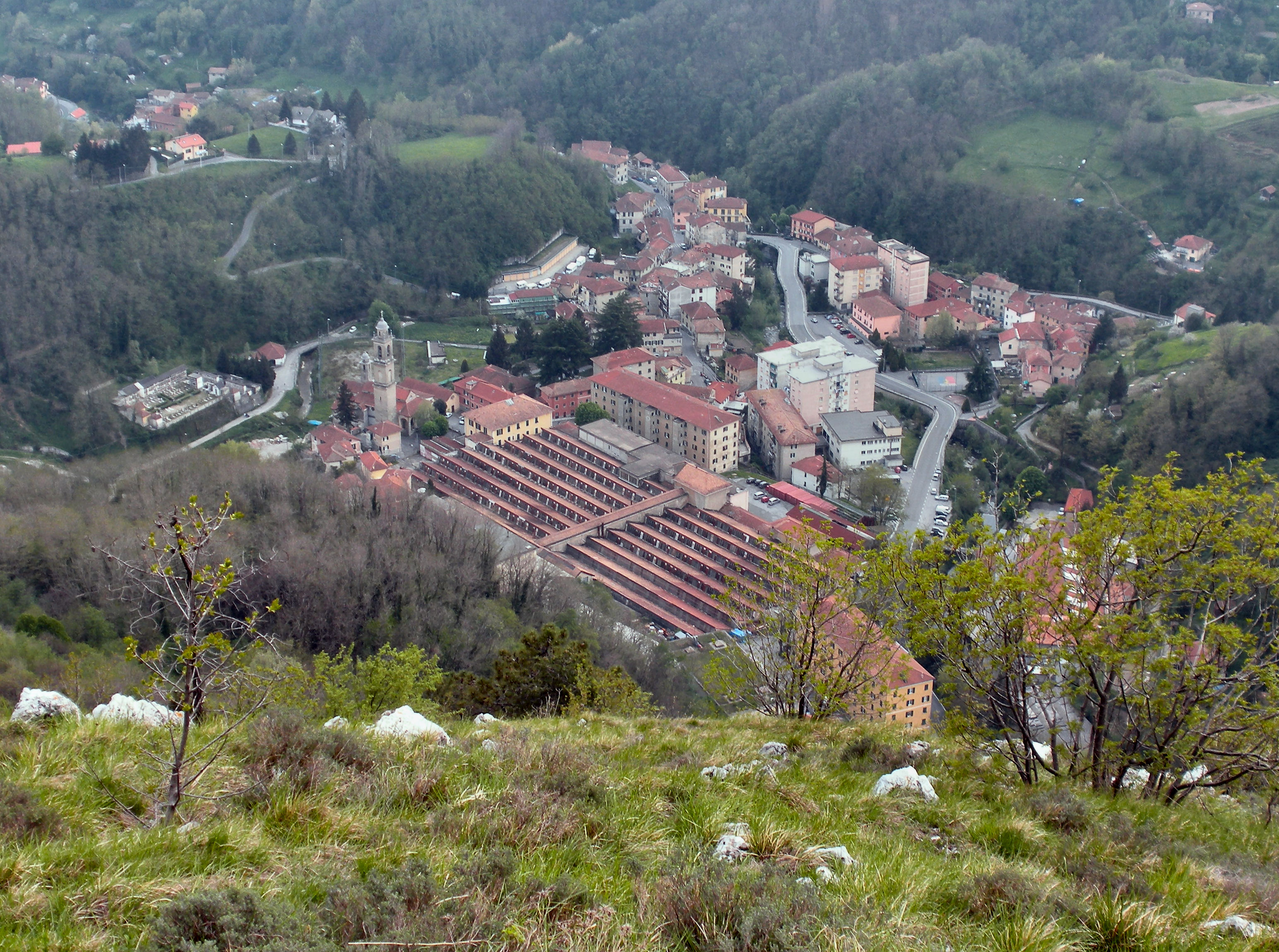
Ehemalige Jutespinnerei

## Persönlichkeiten
- Benedetta Cambiagio Frassinello (1791–1858), Ordensgründerin